# Jelle Zijlstra
Jelle Zijlstra (Oosterbierum, Frisia; 27 de agosto de 1918-Wassenaar, Holanda Meridional; 23 de diciembre de 2001) fue un político neerlandés del extinto Partido Antirrevolucionario (en neerlandés: Anti-Revolutionaire Partij, ARP) que sirvió como primer ministro de los Países Bajos entre el 22 de noviembre de 1966 y el 5 de abril de 1967. Economista de éxito, sirvió como presidente del Banco de los Países Bajos entre el 1 de mayo de 1967 y el 1 de enero de 1982. Fue muy respetado por su conocimiento e integridad.